# Old Metropolitan Band
Old Metropolitan Band ist eine polnische Band des Traditional Jazz. Sie wurde 1968 in Krakau gegründet.

## Geschichte

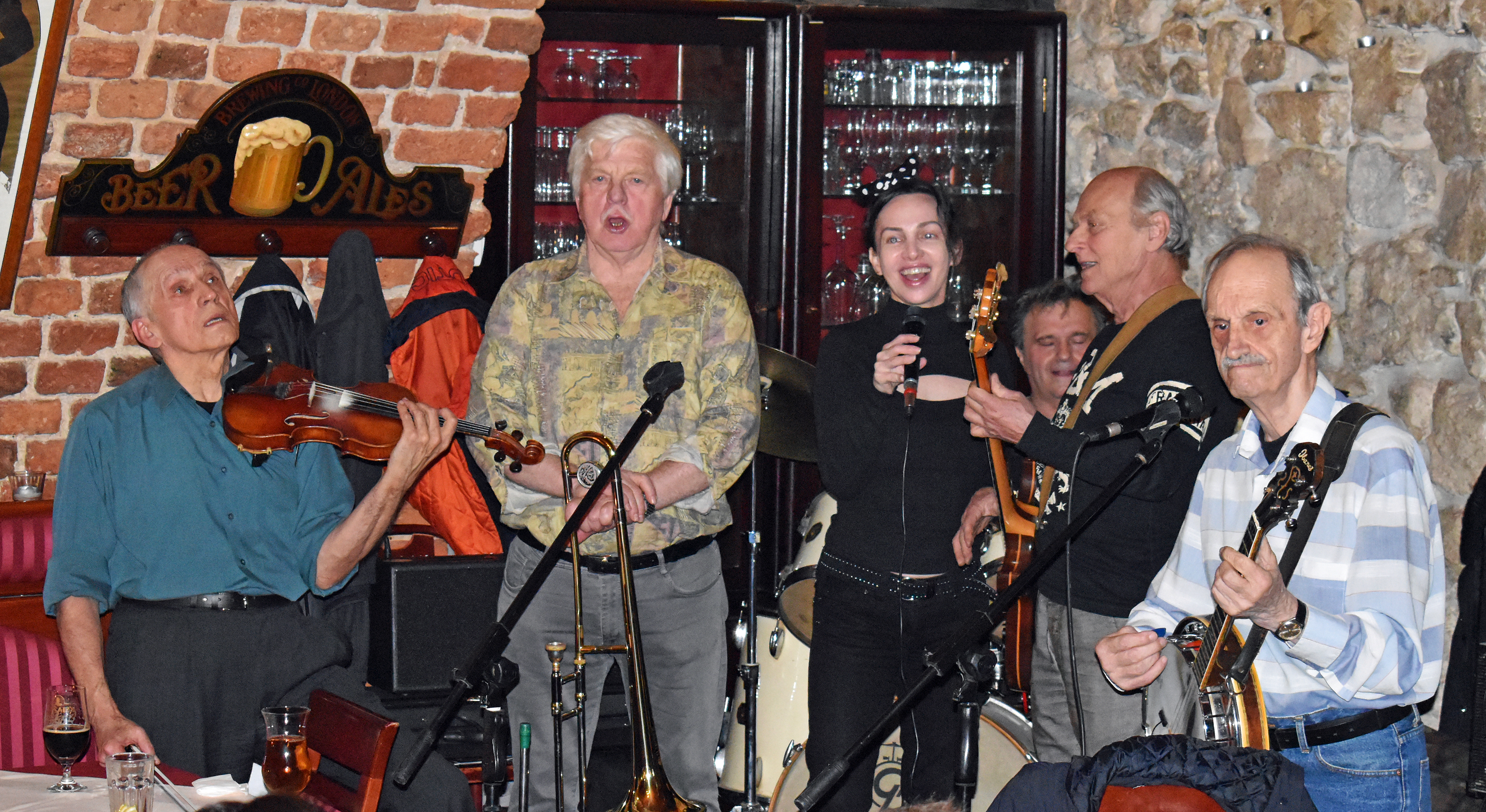
Old Metropolitan Band (2017).

Die Band wurde im Juni 1968 in Krakau gegründet. Gründungsmitglieder waren Andrzej Jakóbiec (Trompete), Ryszard Kopciuch-Maturski (Kontrabass, Leader) und Tadeusz Oferta (Banjo). Weitere frühe Mitglieder waren Czesław Dworzański (Schlagzeug), Wiesław Kuprowski (Klarinette), Marek Michalak (Posaune), Henryk Słaboszowski (Klavier) und Witold Stryszewski (Kontrabass).
1969 nahm die Old Metropolitan Band am Breslauer Festival Jazz nad Odrą teil. Ein Jahr später wurde sie beim Wettbewerb dieses Festivals als beste Band prämiert. Sie trat mit einer Jazz-Version des Volksliedes Bandoska auf, die später ihr Aushängeschild wurde. 1975 wurde die Band abermals ausgezeichnet, diesmal im Wettbewerb des traditionalen Jazz Złota Tarka, während der Posaunist Marek Michalak den Musikerpreis bekam.
In den darauffolgenden Jahren trat die Band auf mehreren Jazzfestivals in Europa auf, darunter mehrmals auf dem Warschauer Jazz Jamboree.
Bis zum Jahr 1993 war die Zusammensetzung der Band relativ stabil. Ab 1993 bestand die Band aus Adam Góralczyk (Posaune, Geige), Andrzej Jakóbiec (Trompete und Gesang), Wiktor Kierzkowski (Schlagzeug), Ryszard „Kajo“ Kwaśniewski (Klarinette, Sopransaxophon, Geige), Ryszard Kopciuch-Maturski (Kontrabass) und Tadeusz Oferta (Banjo). Weitere assoziierte Musiker waren Rafał Zydroń, Stanisław Cieślak, Andrzej Lechowski, Jan Boba, Wojciech Salamon, Stefan Sendecki, Andrzej Krauzowicz, Ryszard Styła, Andrzej Czernicki, Zdzisław Gogulski, Adam Pukalak, Ryszard Świerczyński und Andrzej Zaucha.
Am 8. Oktober 2005 starb Gründungsmitglied Andrzej Jakóbiec. Er wurde von der Sängerin Elżbieta Kulpa ersetzt.
Im Repertoire der Band befinden sich Standards des Traditional Jazz wie Bel Ami, Midnight in Moscow, Oczy czarne, Caravan, eine Jazz-Adaptation von Schuberts Die Forelle sowie eigene Lieder.
Acht Alben in der Diskografie der Band wurden in Deutschland herausgegeben.

## Diskografische Hinweise
- Time Machine (1971)
- Tribute to Armstrong (1972)
- Dixie Funk Spirale at Townhall Cologne (1973)
- Live in Jazz Club Hannover (1975)
- Złota Tarka ’76 (1976)
- Old Metropolitan Band live in Waschbrett Kaiserslautern (1978)
- Bei mir bist Du schön (1981)
- Der Profi (1988)
- Zachodźże sloneczko...(1993)
- Jambalaya (2000)
- Marsz Pacyfistów (2004)